# TNA・エクスプロージョン
TNAエクスプロージョン（TNA XPLOSION）は、TNAが放送しているテレビ番組。

## 概要
2002年からSun Sports（FOXグループ）で放送。
『TNA iMPACT!』のハイライトと独自の収録で構成。
2006年、放送が打ち切られた。
現在はカナダのファイトネットワーク、イギリスのチャレンジ、中東で放送されている。